# Pierre Buyoya
Pierre Buyoya (Rutovu, 24 de novembro de 1949 – Paris, 17 de dezembro de 2020) foi um político e militar que governou o Burundi por duas vezes: de 1987 a 1993 e de 1996 a 2003. Com os quinze anos juntos como Chefe de Estado, Buyoya é, até agora, o político que por mais tempo atuou como presidente do país.

## Biografia
Em setembro de 1987, Buyoya liderou um golpe militar contra a Segunda República do Burundi, liderada por Jean-Baptiste Bagaza, e instalou-se como o primeiro presidente da Terceira República. Ele proclamou uma agenda de liberalização e correções das relações entre os grupos étnicos hutus e tutsis, porém presidiu uma junta militar opressora que consistiu principalmente de tutsis. Isso levou a uma revolta hutu em agosto de 1988, que causou cerca de 20 000 mortes. Depois destas mortes, Buyoya nomeou uma comissão para encontrar uma maneira de mediar a violência.
Esta comissão criou uma nova constituição que Buyoya aprovou em 1992. Esta constituição apelou para um governo não étnico com um presidente e um parlamento. As eleições democráticas foram realizadas em junho de 1993, e o hutu Melchior Ndadaye obteve a vitória; este, criou um governo equilibrado entre hutus e tutsis. No entanto, o exército assassinou Ndadaye em outubro de 1993 e o Burundi voltou à guerra civil. Cerca de 150 000 pessoas foram mortas quando a guerra recrudesceu. Houve várias tentativas de governo, mas até mesmo o governo de coalizão sob Sylvestre Ntibantunganya não foi capaz de parar com os combates.
Em 25 de julho de 1996, com forte apoio do exército, Buyoya voltou ao poder em um golpe militar, expulsando o presidente interino Ntibantunganya que estava sendo contestado pela população, devido à sua incapacidade de impedir os assassinatos perpetrados pelos rebeldes. A guerra civil tornou-se menos intensa, mas continuou. As sanções econômicas também foram impostas pela comunidade internacional devido à natureza do retorno ao poder de Buyoya, mas foram aliviadas quando Buyoya criou um governo etnicamente inclusivo. Buyoya escolheu como seu vice-presidente Domitien Ndayizeye, um hutu. As condições do acordo governamental exigiam que Buyoya entregasse o poder em 2005, o que ele fez. Ndayizeye tornou-se o Presidente do Burundi em 30 de janeiro.
Em seu livro de 2007 From Bloodshed to Hope in Burundi, o ex-embaixador dos Estados Unidos Robert Krueger acusa Pierre Buyoya de orquestrar o golpe de 1993 que levou ao assassinato do Presidente Ndadaye.
Em 2008, Buyoya foi nomeado pela União Africana para liderar uma missão de paz no Chade  e ainda é internacionalmente solicitado para operações de manutenção de paz e fóruns de processo de paz, como na República Centro-Africana, Chade, Mauritânia, entre outros.
Em 2012, foi nomeado Alto Representante da União Africana no Mali e no Sahel pelo presidente da Comissão da UA, Nkosazan Dlamini-Zuma, no contexto da resolução da crise no norte do Mali.
Budoya morreu no dia 17 de dezembro de 2020 em um hospital de Paris, aos 71 anos, de COVID-19.